# BAIC BJEV EC3
BAIC EC180 – elektryczny samochód osobowy typu crossover klasy miejskiej produkowany pod chińską marką BAIC w latach 2016–2018 oraz jako BAIC BJEV EC3 w latach 2018–2020.

## Historia i opis modelu

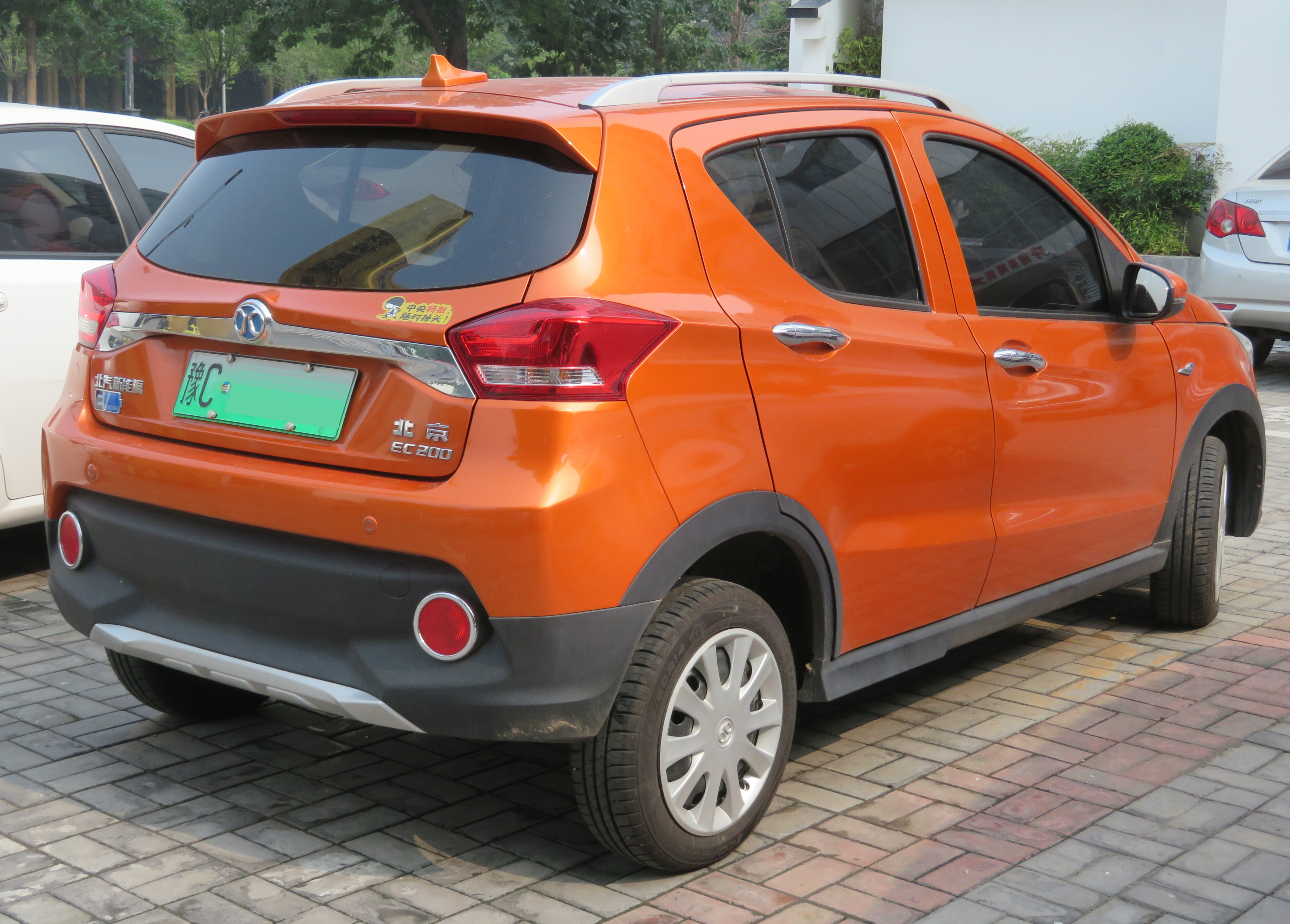
BAIC EC200 - tył

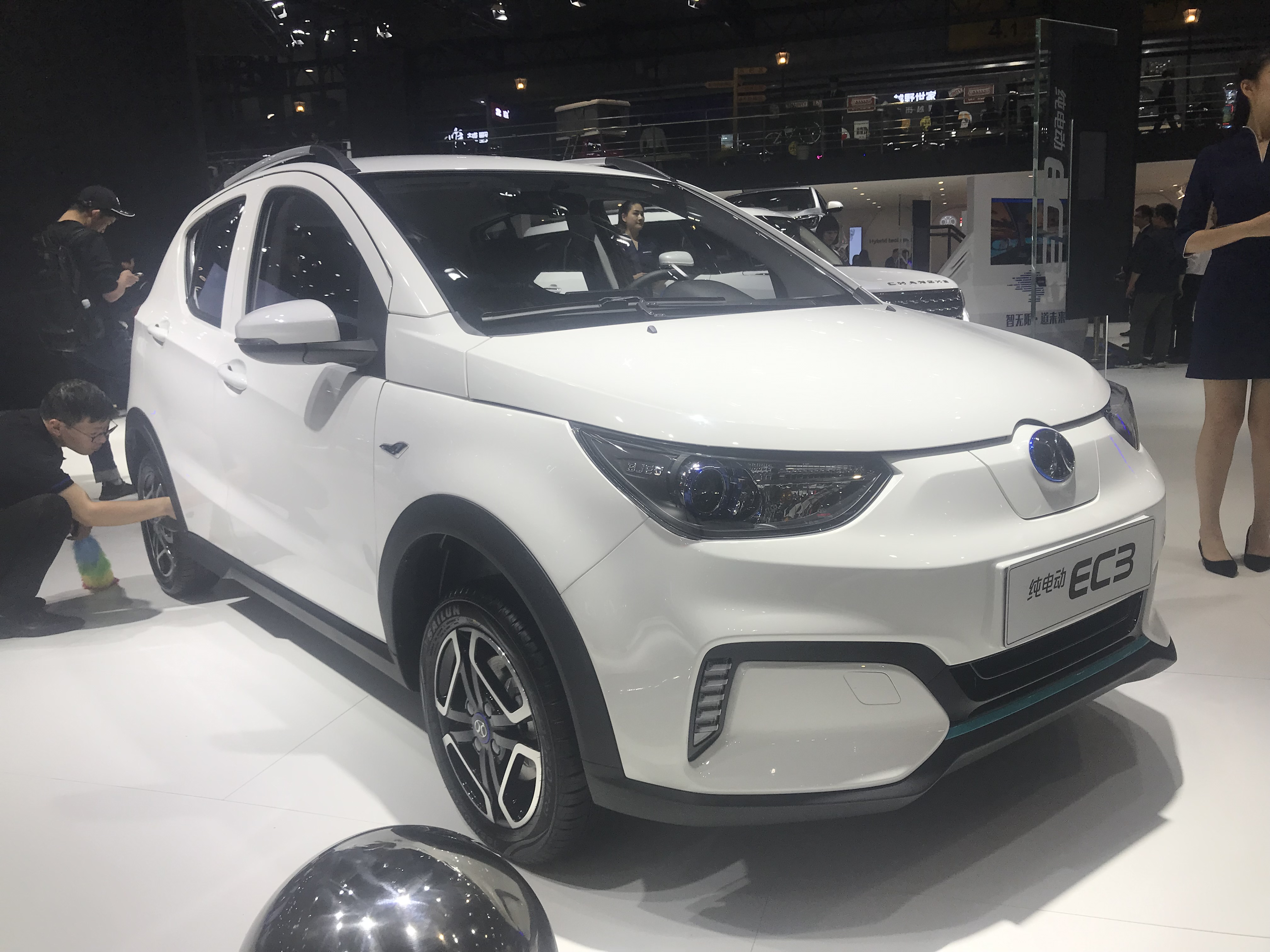
BAIC BJEV EC3 po liftingu

Samochód został zaprezentowany jesienią 2016 roku podczas wystawy samochodowej w Kantonie. Oferowany początkowo w zależności od wariantu pod nazwami EC180 lub EC200, samochód charakteryzował się pięciodrzwiową karoserią i możliwością transportu do 4 pasażerów
Z racji specyfiki napędu, elektryczny pojazd z linii BJEV nie posiada wlotu powietrza z przodu. Charakterystyczne elementy to wieloboczne reflektory przednie, wykonane w technologii LED, a także oryginalny kształt szyb bocznych za słupkiem B.
Kierowca samochodu ma do dyspozycji dwa wyświetlacze LED – główny, zastępujący deskę rozdzielczą (przekazuje informacje o parametrach jazdy, stopniu naładowania baterii) i dodatkowy, dotykowy, umieszczony w środkowej konsoli (służy do sterowania wyposażeniem auta). W tunelu środkowym znajduje się zestaw przycisków, przeznaczonych do wyboru trybu jazdy oraz kierunku jazdy.

### Lifting i zmiana nazwy
W czerwcu 2018 roku zaprezentowano pojazd po restylizacji, która objęła głównie wygląd przedniego oraz tylnego zderzaka. Nieznacznie zmieniły się wymiary zewnętrzne auta, zastosowano nową, trójramienną kierownicę oraz inne wykończenie wnętrza. Dokonano teżuproszczenia nazewnictwa na BAIC BJEV EC3.

### Sprzedaż
Samochód powstał z myślą o wewnętrznym rynku chińskim, zyskując tam dużą popularność. W pierwszym kwartale sprzedaży pojazd znalazł odpowiednio 10000 sztuk w marcu 2017, 7417 sztuk w kwietniu 2017 i ponownie 10 000 sztuk w maju 2017 roku. Cena modelu wyniosła w Chinach równowartość 19 tysięcy euro. Pojazd upowszechnił się na chińskich drogach nie tylko za pośrednictwem nabywców prywatnych, ale i m.in. firmy EVCard zajmującej się usługami car sharingu.

### Dane techniczne
BAIC EC180/200 z pierwszych lat produkcji napędzany był przez układ elektryczny, który rozwijał moc 41 KM i 140 Nm maksymalnego momentu obrotowego. Źródłem zasilania była bateria litowo jonowa o łącznej pojemności 20,3 kWh, zapewniająca zasięg do 180 kilometrów.
Po restylizacji producent zastosował mocniejszy silnik elektryczny o mocy 61 KM i baterię litowo–jonową o większej pojemności 30,7 kWh, zapewniającą zasięg do 261 kilometrów według chińskiej procedury pomiarowej NEDC.